# 八泉街道
八泉街道，是中华人民共和国湖北省黃石市西塞山区下辖的一个乡镇级行政单位。

## 行政区划
八泉街道下辖以下地区：
新城社区、飞娥山社区、和平街社区、八泉街社区和袁仓社区。